# 保元寺
保元寺（ほげんじ、ほうげんじ）は、東京都台東区にある浄土宗の寺院。

## 歴史
770年（宝亀元年）、智海によって開山された。智海が大日阿字堂を建てたのが当寺の起源である。1156年（保元元年）に当時の元号にちなみ「保元寺」に改称した。その後、時宗の宗祖一遍や他阿が滞在するなど、時宗寺院として運用されていた。
その後の戦乱で荒廃したが、永享年間（1429年 - 1441年）に聖聡が中興した。その際に浄土宗に転宗している。
江戸時代、「元号をもって寺号にするのは問題あり」ということで、読みはそのままに「法源寺」に改称した。大正時代に元の「保元寺」に改称した。
当寺は榎本家の菩提寺であり、箱館戦争に敗れた榎本武揚が釈放後にここで謹慎生活を送っていた。

## 文化財
- 銅造菩薩立像（台東区有形文化財 平成8年度登載）[4]

## 交通アクセス
- 南千住駅より徒歩22分（経路案内）。
- 浅草駅より徒歩22分（経路案内）。